# Carlo Vomiero
Carlo Vomiero (Cittadella, 5 luglio 1938 – Cittadella, 6 aprile 2018) è stato un calciatore italiano, di ruolo centrocampista.

## Carriera
Gioca tre stagioni con il Padova di cui due in Serie A per un totale di 3 presenze e una in Serie B per un totale di 2 presenze. Debutta contro la Sampdoria nel 1959. L'ultima partita con il Padova la disputa invece contro il Brescia nel 1963.